# Rhyncomya bicolor
Rhyncomya bicolor är en tvåvingeart som först beskrevs av Macquart 1843.  Rhyncomya bicolor ingår i släktet Rhyncomya och familjen Rhiniidae. Inga underarter finns listade i Catalogue of Life.